# 伊崎充則
伊嵜 充則（いさき みつのり、1977年3月17日 - ）は、日本の俳優。東京都出身。ABP inc.所属。身長167cm、血液型はAB型。妻は写真家の齋藤真理。芸名を伊崎 充則としていたが、現在は「伊嵜 充則」で活動している。

## 来歴・人物
習志野市立第七中学校卒業。堀越高等学校卒業。
小学2年生の時に劇団ひまわりに所属し、芸能界入り。TBSの連続ドラマ『親子ジグザグ』（1987年）でデビューし、翌年には映画『木村家の人びと』（滝田洋二郎監督）にてスクリーンデビュー。映画『夢』（1990年）、『八月の狂詩曲』（1991年）と黒澤明監督作品に立て続けに出演したことで注目を浴びる。
その後も、テレビドラマ『相棒 Season7 最終回2時間スペシャル〜特命〜』（2007年）、関電トンネル開通50周年・映画上映40周年記念の舞台『黒部の太陽』（2008年）、映画『三本木農業高校、馬術部〜盲目の馬と少女の実話〜』（2008年）、土曜プレミアム『千の風になって ドラマスペシャル なでしこ隊〜少女だけが見た“特攻隊”・封印された23日間〜』（2008年）、スペシャルドラマ『告知せず』（2008年）、スペシャルドラマ『坂の上の雲』（2009年）などの作品に出演している。

## エピソード
- 『親子ジグザグ』のオーディションの際、長渕剛から履歴書に目を通されつつ睨みつけられ、恐怖を覚えたという。しかし、オーディション終了直後に「この子で行こう!」という長渕の鶴の一声で合格を果たした[4]。

## 出演

### 連続ドラマ

#### レギュラー出演
- 親子ジグザグ（1987年4月 - 8月、TBS系） - 下別府勇 役
- スタンドバイミー 〜気まぐれ白書〜（1988年、TBS） - 白井トオル 役
- 春日局（1989年1月 - 12月、NHK） - 千熊 役
- あそびにおいでョ!（1989年、フジテレビ） - 丸駒トキオ 役
- 息子よ（1989年、TBS） - 吉岡伸一 役
- ホットドッグ（1990年4月 - 6月、TBS系） - 中西武史 役
- 炎立つ（1993年7月 - 1994年3月、NHK） - 源義家 役
- 17才-at seventeen-（1994年4月 - 9月、フジテレビ系） - 水谷雄司 役
- 味いちもんめ2（1996年1月 - 3月、テレビ朝日系） - 藤井靖夫 役
- 新・半七捕物帳（1997年4月 - 1997年8月、NHK） - 庄太 役
- 天うらら（1998年4月 - 10月、NHK） - タッちゃん 役
- 春ランマン（2002年4月 - 6月、フジテレビ系） - 山田幸一 役
- もう一度キス（2001年1月 - 3月、NHK） - 鈴木潤也 役
- 茂七の事件簿3 ふしぎ草紙（2003年7月、NHK） - 糸吉 役
- 土曜時代劇 隠密八百八町（2011年1月 - 3月、NHK） - 伊助 役

#### ゲスト出演
- パパは年中苦労する 第6話「うちの子に限って…」（1988年、TBS系）
- 家栽の人 第6話「沈黙の少年」（1993年、TBS系）
- 新・俺たちの旅 Ver.1999 第6話「この愛は真実!? 決死の逆ギレ男女交際宣言」（1999年、日本テレビ系）
- 水戸黄門（TBS）
  - 第29部 第17話「酒と涙と隠居と女将 -高遠-」（2001年7月23日） - 留吉 役
  - 第42部 第9話「悪事を見抜いた鑑定人 -敦賀-」（2010年12月6日） - 惣右衛門 役
- オヤジ探偵 第1シリーズ 第4話（2001年8月9日、テレビ朝日系） - 三島卓也 役
- 救命病棟24時 第3シリーズ 第10話（2005年3月15日、フジテレビ系） - 城丸克英 役
- 探偵学園Q 第3話（2007年7月17日、日本テレビ系） - 落合 役（テロップ表示　伊嵜充則）
- 相棒（テレビ朝日）
  - season7 最終話「特命」 （2009年3月18日） - 小池福助 役
  - season13 第18話「苦い水」 （2015年3月11日） - 饗庭丈弘 役
- クラシックミステリー 名曲探偵アマデウス ファイル33「追いつめられた天才棋士〜モーツァルト「交響曲 第41番 ジュピター」 （2009年4月19日、BShi） - 神藤角成 役
- 科捜研の女（テレビ朝日）
  - SEASON 9 第3話（2009年7月16日）- 田島雄司 役
  - SEASON 17 第13話（2018年2月15日） - 滝沢春夫 役
- 傍聴マニア09 第4話ゲスト（2009年11月12日、読売テレビ）
- 坂の上の雲 第5話（2009年12月27日、NHK） - 柳原極堂 役
- 土曜時代劇「まっつぐ〜鎌倉河岸捕物控〜」第4-5話（2010年5月22日・29日、NHK）
- 仮面ライダーオーズ/OOO 第21-22話（2011年2月6日・13日、テレビ朝日） - 神林進 役
- D×TOWN「痕跡や」 第4話（テレビ東京　2012年）
- 女くどき飯 第4話（2015年2月15日、毎日放送） - 桜田幸之助 役
- 山本周五郎人情時代劇 第6話「こんち午の日」（2015年12月15日、BSジャパン） - 塚次 役
- 伝七捕物帳 第1話（2016年7月15日、NHK BSプレミアム） - 木村孝太郎 役
- 女たちの特捜最前線 第2話（2016年7月28日、テレビ朝日） - 野口博之 役
- おみやさんスペシャル2（2016年10月15日、テレビ朝日） - 平野昌之 役
- 鑑識捜査官 亀田乃武夫の臨場ファイル（2017年8月7日、TBS） - 大場彰彦 役
- 特捜9（2018年4月25日、テレビ朝日） - 江波太門 役
- 警視庁・捜査一課長（2019年、テレビ朝日） - 左藤彬 役
- やじ×きた 元祖・東海道中膝栗毛 第5話「ご落胤は弥次さんの甥っ子?」（2019年5月4日、BSテレ東） - 与次郎兵衛 役
- あなたの番です（2019年、日本テレビ） - 藤沢 役
- ランウェイ24 第4話（2019年8月10日、テレビ朝日 / 2019年8月11日、朝日放送） - 木暮記者 役
- 明治開化 新十郎探偵帖 第1回（2020年12月11日、NHK BSプレミアム） - 田所織之助 役
- コントが始まる 第1・8話（2021年4月17日・6月5日	、日本テレビ） - ディレクター 役
- 大岡越前6 第3話（2022年5月27日、NHK BSプレミアム） - 彦六 役

### 単発ドラマ
- 京都サスペンス「石楠花の咲く寺」（1987年、関西テレビ放送・東映）
- 東芝日曜劇場「息子よ」シリーズ（1989年、TBS系）
- 四万十川〜あつよしの夏〜（1988年9月17日、TBS系） - 山本篤義 役
- 火曜ビッグシアター「こっちこい!UFO」（1989年7月11日、TBS系） - 川原健太郎 役
- サントリードラマスペシャル 失われた時の流れを（1990年3月23日、フジテレビ系） - 山辺公一 役
- テキ屋の信ちゃん（TBS系） - 中西武史 役
  - 1 初恋純情編（1991年9月23日）
  - 2 花嫁の父 哀愁編（1992年10月26日）
  - 3 おふくろ慕情編（1993年9月27日）
  - 4 青春旅立ち編（1994年9月26日）
  - 5 青春完結編（1995年10月2日）
- 織田信長 天下を取ったバカ（1998年3月25日、TBS系） - 丹羽万千代 役
- 赤穂浪士（1999年1月2日、テレビ東京系） - 橋本平左衛門 役
- 四千万歩の男・伊能忠敬（2001年1月3日、NHK） - 伊能秀蔵 役
- 少年H 青春編（2001年3月23日、フジテレビ系）
- 警視庁鑑識班14「女店員絞殺死体の指紋が暴く15年前の射殺事件 - 刑事の養女は時効寸前の被害者の娘」（2002年4月9日、日本テレビ系） - 太田翔矢 役
- 捜査検事・近松茂道1（2002年4月24日、テレビ東京系） - 北村刑事 役
- 法医学教室の事件ファイル17（2003年4月5日、テレビ朝日系） - 岡田雅充 役
- ラストプレゼント（2003年12月21日、NHK BShi） - 赤岩一郎 役
- 外科医零子3（2004年5月24日、TBS系） - 佐久間刑事 役
- 家栽の人（2004年10月20日、TBS系） - 友田浩介 役
- 零のかなたへ〜THE WINDS OF GOD〜（2005年9月10日、テレビ朝日系）
- 外科医零子4 ハートの240秒（2006年2月20日、TBS系） - 佐久間刑事 役
- はみだし弁護士・巽志郎 10（2006年8月19日、テレビ朝日系） - 小野田慎一 役
- 硫黄島〜戦場の郵便配達〜（2006年12月9日、フジテレビ系） - 上野重郎 役
- 松本清張ドラマスペシャル・波の塔（2006年12月27日、TBS系） - 芝木一郎 役
- 輪違屋糸里〜女たちの新選組〜（2007年9月9日・10日、TBS系） - 藤堂平助 役
- テレビ朝日開局50周年記念番組・平成20年度文化庁芸術祭-告知せず（2008年11月15日、テレビ朝日）
- シリーズ激動の昭和 「最後の赤紙配達人〜悲劇の召集令状64年目の真実〜」（2009年8月10日、TBS）
- 月曜ゴールデン（TBS）
  - 「万引きGメン・二階堂雪18」（2009年8月17日）
  - 看取りの医者 バイク母さんの往診日誌（2011年）
  - 「新・世直し公務員ザ・公証人12」（2015年3月23日） - 久保崇 役
- 月曜名作劇場
  - 「鑑識捜査官 亀田乃武夫の臨場ファイル1」（2017年） - 大場彰彦
  - 「十津川警部シリーズ (内藤剛志)6」（2018年） - 竹宮吾郎
- 戦場のメロディ（2009年9月12日、フジテレビ系） - 死刑囚・衛藤利武 役
- 土曜ワイド劇場（テレビ朝日系） 
  - 「棟居刑事の黙示録」（2009年11月21日） - 野島刑事 役
  - 「監察官・羽生宗一3」（2015年7月4日） - 北村浩二 役
- 経済ドキュメンタリードラマ ルビコンの決断（2010年2月25日、テレビ東京系）
- 女子刑務所東三号棟8（2010年6月21日、TBS系） - 杉本秀一 役
- 忠臣蔵〜その義その愛（2012年1月2日、テレビ東京系） - 毛利小平太 役
- 水曜ミステリー9（テレビ東京系）
  - 「鉄道警察官・清村公三郎8」（2012年2月8日） - 山口俊行 役
  - 「山村美紗サスペンス 看護師・戸田鮎子の推理カルテ」（2012年7月11日） - 神谷良太 役
  - 「旅行作家・茶屋次郎11」（2013年6月5日） - 岩瀬勉 役
  - 「激突!アラフィフ熟女刑事の事件簿」（2015年6月10日） - 橋本賢太 役
- ドキュメンタリー・ドラマ「ヒロシマ 復興を夢みた男たち」（2013年3月16日、NHK）
- 連続企業爆破テロ 40年目の真実（2015年5月22日、フジテレビ系） - 警視庁記者クラブ産経新聞サブキャップ・鈴木隆敏 役
- 日曜プライム 「黒薔薇 刑事課強行犯係 神木恭子2」（2019年9月22日、テレビ朝日） - 西条俊和 役

### 映画
- 木村家の人びと（1988年）
- 夢 第2話「桃畑」（1990年） - 少年の私 役
- 八月の狂詩曲（1991年） - 信次郎 役
- シークレットワルツ（1996年） - 慎二 役
- 学校III（1998年） - 高野肇 役
- 旋風の用心棒（2003年） - 村岡圭吾 役
- 新しい風（2003年）
- らくだ銀座（2003年） - 内田光 役
- カミュなんて知らない（2006年） - 吉崎 役
- バルトの楽園（2006年）
- 出口のない海（2006年） - 沖田寛之 役
- 夕凪の街 桜の国（2007年） - 石川旭（青春時代） 役
- 三本木農業高校、馬術部（2008年）
- 20世紀少年〈第2章〉 最後の希望（2008年）
- ツレがうつになりまして。（2011年）
- 群青色の、とおり道（2015年） - 小林徹 役
- あくがれのみなかみ （2017年） - 若山牧水 役
- 地の塩 山室軍平（2017年） - 石井十次 役
- この道（2019年） - 高村光太郎 役
- ニッポニアニッポン（2019年）
- カスリコ（2019年）
- ある街の高い煙突（2019年）
- 大綱引の恋（2020年） - 永山伸一 役
- ほうきに願いを（2021年） - 増田剛志 役
- 歩きはじめる言葉たち 漂流ポスト3.11をたずねて（2021年）
- オレンジ・ランプ（2023年） - 佐山隆裕 役

### 舞台
- 銀河鉄道の夜（1995年・1996年、青山劇場） - ジョバンニ 役
- 宮沢賢治（1996年） - 達二 役
- 少年H（1998年8月4日 - 29日、新国立劇場 中劇場・シアター・ドラマシティ） - 炭山 役
- 天涯の花（1999年） - 佐川典夫 役
- コルチャック先生（2001年8月10日 - 27日、世田谷パブリックシアター・新神戸オリエンタル劇場） - ユゼフ 役
- 夏の夜の夢（2001年） - パック 役
- 第32進海丸（2006年6月19日 - 7月16日、東京グローブ座・シアターBRAVA!） - 牧野ヒロシ 役
- 幸福レコード（2011年10月17日 - 25日、相鉄本多劇場） - 宮坂春彦 役
- 幽霊でもよかけん、会いたかとよ（2016年12月21日 - 28日、下北沢駅前劇場） - 井伏俊郎 役

### アニメ映画
- ハウルの動く城（2004年） - 小姓 役[5]
- KURAU Phantom Memory（2004年） - レーゲル 役

### ラジオドラマ
- FMシアター （NHK-FM）
  - 空中鬼によろしく（1992年9月5日） - いつし 役[6]
  - お茶の間ラプソディー（1994年2月5日） - ユキチ 役[7]
- 青春アドベンチャー （NHK-FM）
  - 今夜は眠れない（1996年12月2日 - 13日） - 4年後の緒方雅男（語り） 役[8]
  - 夢にも思わない（1997年10月6日 - 17日） - 数年後の緒方雅男（語り） 役[9]
  - カレーライフ（2002年1月7日 - 25日） - ワタル 役[10]
- 特集オーディオドラマ （NHK-FM）　
  - 戦争童話集　第二夜（2002年8月11日）[11]
  - きみに微笑む、クリスマス（2021年12月25日） - 草野 役[12]

### ドラマCD
- 魔性の子（1997年） - 高里要 役